# هاك غيري
هاك غيري (بالإنجليزية: Huck Geary)‏ هو لاعب كرة قاعدة أمريكي، ولد في 22 يناير 1917، وتوفي في 27 يناير 1981.

## وصلات خارجية
- هاك غيري على موقع دوري كرة القاعدة الرئيسي (الإنجليزية)
- هاك غيري على موقعبيزبول رفرنس.كوم (الدوري الرئيسي) (الإنجليزية)
- هاك غيري على موقعبيزبول رفرنس.كوم (الدوري الثانوي) (الإنجليزية)
- هاك غيري على موقع جمعية أبحاث البيسبول الأمريكية (الإنجليزية)
- هاك غيري على موقع إي إس بي إن.كوم (أم.أل.بي) (الإنجليزية)